# Angelina Otto

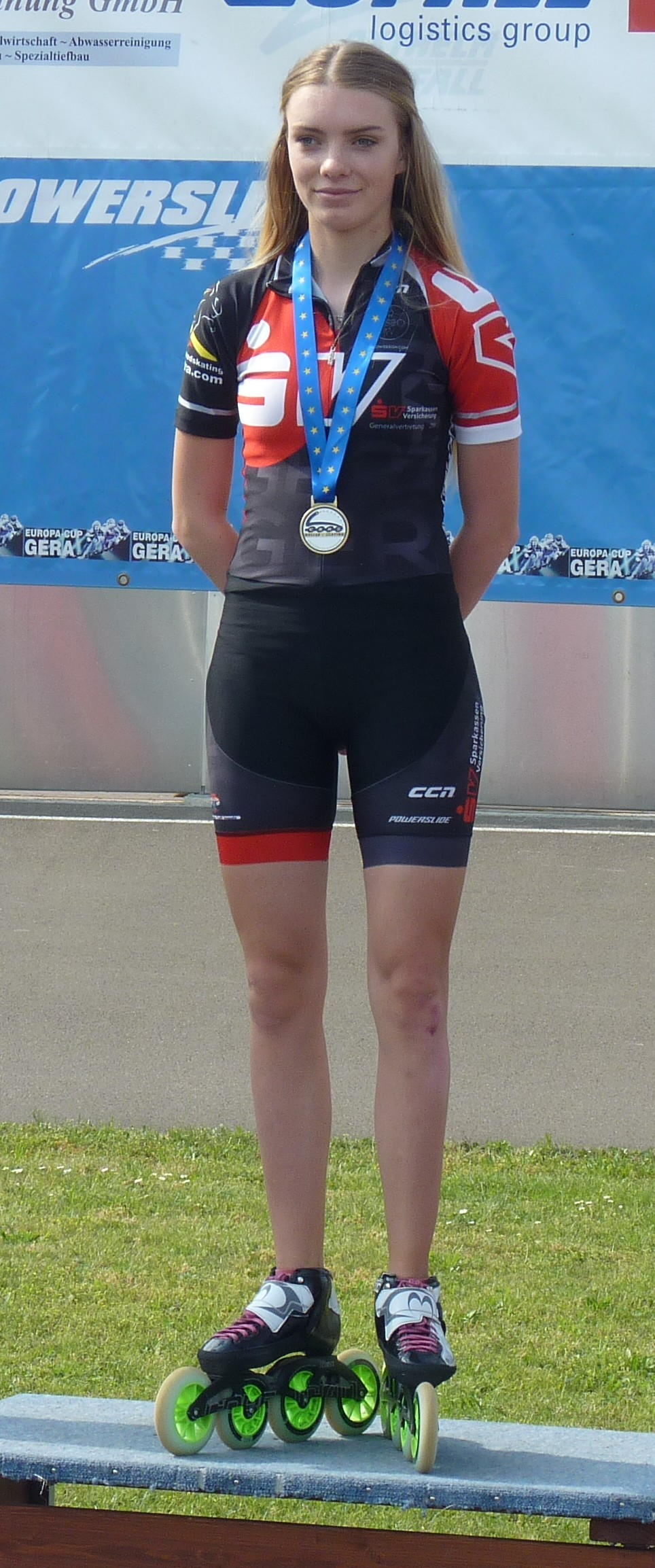
Angelina Otto, 2016

Angelina Otto (* 4. Mai 2000 in Gera) ist eine deutsche Inline-Speedskaterin. Sie ist 165 cm groß und wiegt 52 kg. Ihr Verein ist der RSV Blau-Weiss Gera.

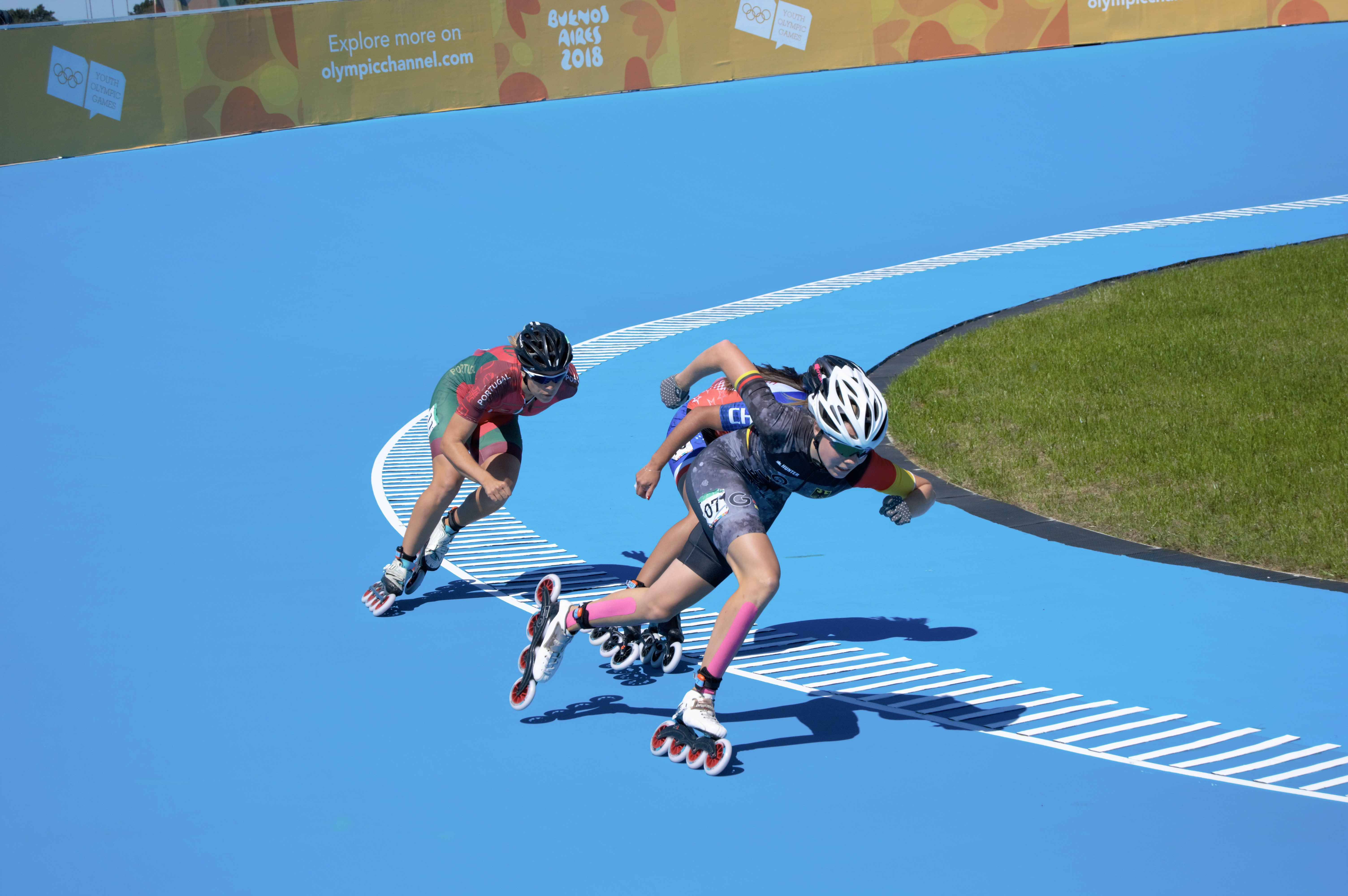
Otto (vorn, mit weißem Helm) bei den Olympischen Jugendspielen

Beim Europacup in Geisingen fuhr sie 2016 mit 4:29.815 auf 3000 m einen neuen deutschen Rekord in ihrer Altersklasse.
Bei den Olympischen Jugend-Sommerspielen 2018 erreichte sie den 9. Platz.